# Предпоследняя инстанция
«Предпоследняя инстанция» — российский комедийно-фантастический телесериал. В главных ролях: Павел Прилучный, Ирина Розанова, Фёдор Добронравов, Дарья Мельникова, Кузьма Сапрыкин. Премьера состоялась 1 января 2022 года в онлайн-кинотеатре Okko.

## Сюжет
Мажор и хозяин жизни Максим (Павел Прилучный) умирает, отведав в одном из шикарных московских ресторанов устриц. К нему тут же подходит деловитая женщина в костюме и уверенно заявляет, что он умер. Зовут её Валентина (Ирина Розанова). Трудится она в Управлении по распределению душ (УПРД). Эта контора решает, куда отправить умершего человека — в Ад или в Рай.
Валентина, которая, несмотря на свой пост, живёт по «земным» законам, нуждается в достройке дачи в Мытищах, а зарплаты на стройматериалы не хватает. Она решает воспользоваться ситуацией и предлагает Максиму за взятку в 3 миллиона рублей место в Раю, хотя по всем документам ему грозит Ад за то, что он сколотил состояние на обманутых дольщиках. За махинациями Валентины наблюдает глава небесной канцелярии, Дачник (Фёдор Добронравов) — с виду он простой садовод, которого интересуют исключительно картошка на грядке и помидоры в теплице. С его подачи Максим не отправляется ни в Ад, ни в Рай, а остаётся на Земле в качестве напарника Валентины.
Оказывается, на небесах тоже случаются ошибки, и в 2% случаев судьба умершего человека решается вручную. Именно такими сложными случаями и предстоит заниматься новоявленной парочке коллег. Теперь они следят за «клиентом» в последние 24 часа его жизни и решают, куда он направится после смерти. При этом у Максима и Валентины свои интересы, он тайно мечтает заработать миллионы, продав место в раю олигархам, а Валентина хочет вернуть на землю умершего мужа…
Во втором сезоне телесериала у сотрудников УПРД возникают неожиданные сложности: во время подведения отчётности обнаруживается, что души массово начинают отправляться в Ад, минуя Управление. Очевидно, что здесь не обошлось без Дьявола или его посредника, который каким-то образом воздействует на потенциальных «жертв». Вскоре выясняется, что посланник Ада на самом заключает с людьми напрямую договоры о продаже души, предлагая им такие условия, что отказаться от них практически невозможно. Исправить ситуацию можно только одним способом — убедить человека, уже продавшего душу, отказаться от того, что получил от Дьявола, и разорвать договор. Осложняется всё тем, что среди тех, кто оказывает помощь Дьяволу, оказывается вернувшийся с небес на Землю покойный муж Валентины Николай (Василий Кортуков).
В третьем сезоне Управлением по распределению душ руководит отлично зарекомендовавшая себя Валентина. Её дочь Люда (Дарья Мельникова) и главный помощник в делах Максим стали жить вместе, у них родился сын Ваня, и они наконец-то решили сыграть свадьбу, что на Земле у посланников с небес является большой редкостью. Поздравить молодых съезжаются практически все, кто имеют отношение к «небесной канцелярии». Среди них и Дачник, и Римма Александровна (Ирина Чериченко), и ангелы Нисрок (Сергей Епишев) и Анафиэль (Мария Преснякова), и много кто ещё… И всё бы хорошо, но в разгар торжества появляются незваные гости — Люцифер (Равшана Куркова) с архангелом Гавриилом (Сергей Новосад), которые заявляют всем собравшимся: «У вас проблема!». Теперь Максиму с помощью новых сотрудников УПРД, в числе которых исправившийся сатанист Гена (Кузьма Сапрыкин), предстоит найти и отправить по назначению — в Рай или Ад — десятерых «счастливчиков», сто лет назад каким-то образом получивших продление жизни, хотя должны были умереть. Ситуация осложняется тем, что один из них — Ангел Гнева Эсраил, и его пребывание на Земле грозит глобальной катастрофой всему человечеству, а ещё из-за внезапно убывшего Кулибина (Николай Фоменко) сотрудникам УПРД больше не придётся рассчитывать на помощь изобретателя. И хотя ему на замену прибывает Михайло Ломоносов (Максим Лагашкин), светоч российской науки отстал от жизни настолько, что целыми днями занят разработкой беспохмельной водки и спорами с Дачником о том, чей рецепт маринованных огурцов лучше…

## Производство
Телесериал снят кинокомпанией «Окапи Продакшн» совместно со студией «КБА» режиссёра Сарика Андреасяна по заказу онлайн-кинотеатра Okko.

Ольга Акатьева, режиссёр:
Как только автор сценария Иван Новиков поделился идеей сериала, я сразу поняла, что обязательно сниму эту историю. Затем, к моей радости, нам удалось собрать настоящий «кастинг мечты». Наконец, вишенка на торте — убойный дуэт Ирины Розановой и Павла Прилучного…
Съёмки проходили в июле 2021 года Москве и Подмосковье, более чем в 20 локациях. Работа над проектом совпала с пандемией COVID-19. На съёмки десяти серий ушло 25 дней, а разработка сценария длилась девять месяцев. Второй сезон снимали в августе 2022 года.
Трейлер телесериала вышел 21 декабря 2021 года. Трейлер 2 сезона — 23 декабря 2022. Трейлер 3 сезона — 20 декабря 2023.
Премьера состоялась 1 января 2022 на платформе онлайн-кинотеатра Okko, а на телеканале «ТНТ» — 14 марта 2022 года. Позднее телесериал также был показан на телеканале ТВ-3.
Премьера второго сезона — 1 января 2023  года на платформе онлайн-кинотеатра Okko, на телеканале ТНТ — 20 марта 2023.
В январе 2023 года, после успешного старта второго сезона, Okko анонсировал продление телесериала на третий сезон, а режиссёр Ольга Акатьева высказала уверенность, что телесериал будет продлеваться и дальше, став «доброй новогодней традицией — первый сериал года…», однако на презентации по случаю выхода третьего сезона она же вдруг заявила, что продолжения у проекта не будет.
Работа над третьим сезоном стартовала в середине мая 2023 года. Съёмки проекта начались в августе того же года в Москве и длились до октября. Некоторые из эпизодов также были отсняты в окрестностях Подмосковья. В третьем сезоне в телесериал были введены новые персонажи в исполнении Максима Лагашкина, Кузьмы Сапрыкина, Сергея Новосада, Романа Мадянова, Ольги Хохловой, Анастасии Талызиной, Екатерины Волковой, Виктора Васильева, Степана Девонина, Нелли Хаперской, Никиты Волкова, Максима Щёголева, Владислава Миллера, Ксении Корневой, Максима Киселёва и других.
Премьера третьего сезона — 1 января 2024 года на платформе онлайн-кинотеатра Okko.

## Актёры и персонажи

### Главные роли
| Актёр             | Роль                                                  | Характеристика персонажа |
| ----------------- | ----------------------------------------------------- | --- |
| Дарья Мельникова  | Люда, дочь Валентины                                  | Возлюбленная главного героя. Не имеет никакого отношения к Управлению по распределению душ и поначалу не догадывается о том, какую миссию выполняет на земле её мать. |
| Ирина Розанова    | Валентина Петровна Иванова                            | Сотрудница Управления по распределению душ, напарница Максима Маврина. Женщина «бальзаковского» возраста, перед которой стоят две главные личные задачи: достроить дачу и вытащить своего мужа из ада. |
| Николай Фоменко   | Иван Петрович Кулибин                                 | Главный инженер Управления по распределению душ, вот уже более трёхсот лет работает над развитием российского автопрома, мечтая создать автомобиль мечты. |
| Павел Прилучный   | Максим Маврин                                         | Гендиректор ООО «Маврин и К», нечистый на руку бизнесмен, для которого нет никаких моральных ценностей — его волнуют только деньги и личное благополучие. После смерти он должен был отправиться в ад, но ему повезло попасть в Управление по распределению душ, где «проход в рай» обеспечен каждому сотруднику. Но даже работа в УПРД не мешает Максиму действовать в своих интересах. |
| Фёдор Добронравов | Осмысл Доброжирович Дачник, генеральный директор УПРД | Генеральный директор Управления по распределению душ. Выглядит как типичный пенсионер-дачник и совсем не похож на «вершителя судеб». |

### Роли второго плана / эпизоды
| Актёр                  | Роль                                       |
| ---------------------- | ------------------------------------------ |
| Аглая Сидихина         | учительница                                |
| Александр Вдовин       | местный                                    |
| Александр Жоголь       | врач                                       |
| Александр Лырчиков     | Олег Михеев, безработный                   |
| Александр Соколовский  | Эдвардс                                    |
| Александр Туравинин    | администратор                              |
| Александр Югов         | Арсений Иванович                           |
| Алексей Вакулов        | Герман Иванов                              |
| Анастасия Байкаева     | медсестра                                  |
| Анастасия Талызина     | Алёна                                      |
| Андрей Вегеле          | эпизод                                     |
| Андрей Пынзару         | Кудасов                                    |
| Андрей Фомин           | Михаил Маврин в молодости                  |
| Анна Потебня           | Маша                                       |
| Анна Степанова         | Мила                                       |
| Анна Хрусталёва        | эпизод                                     |
| Антон Левин            | Алексей                                    |
| Антон Фигуровский      | Гена                                       |
| Валентин Самохин       | Иван Шерстяных, учитель истории            |
| Валерий Афанасьев      | Михаил Маврин, папа Максима                |
| Валерий Зинов          | сослуживец Михаила Маврина                 |
| Валерий Сторожик       | учёный                                     |
| Варвара Шаталова       | медсестра                                  |
| Василий Кортуков       | Николай Илларионович Иванов, муж Валентины |
| Василиса Суюнова       | Ариша                                      |
| Виктор Васильев        | эпизод                                     |
| Виктория Соловьёва     | Аня Иванова                                |
| Владимир Ануфриев      | эпизод                                     |
| Владимир Терещенко     | сосед Оксаны Егоровны                      |
| Владислав Миллер       | Валера                                     |
| Вячеслав Кулаков       | покупатель                                 |
| Вячеслав Манучаров     | Фёдор Прохоров                             |
| Георгий Гайдучик       | Елисей, блогер                             |
| Глеб Каллистов         | студент                                    |
| Григорий Данцигер      | Егор Шапкин                                |
| Дарья Любшина-Луран    | Катя Шевелева                              |
| Денис Бургазлиев       | Силантьев                                  |
| Денис Синявский        | Василий Альбертович                        |
| Дмитрий Бедерин        | следователь                                |
| Дмитрий Хасис          | Андрэ                                      |
| Дмитрий Чеботарёв      | друг Арсения                               |
| Ева Лаврова            | эпизод                                     |
| Евгений Кулаков        | Андрей Кузнецов, инспектор ГИБДД           |
| Евгений Романцов       | Борис Григорьев                            |
| Евгения Лютая          | клиентка медиума                           |
| Егор Баринов           | Семён Самсонов                             |
| Егор Герчаков          | Жига                                       |
| Егор Латышев           | врач                                       |
| Егор Сазыкин           | Фонарь                                     |
| Екатерина Васильева    | Светлана Маврина, мама Максима             |
| Екатерина Короткова    | эпизод                                     |
| Екатерина Рокотова     | ведущая                                    |
| Екатерина Тетерденко   | секретарь Самсонова                        |
| Елена Гудкова          | эпизод                                     |
| Елена Морозова         | Антонина                                   |
| Ёла Санько             | Оксана Егоровна Сиднева, бизнесвумен       |
| Елизавета Моряк        | Наташа Смирнова                            |
| Елисей Лукин           | эпизод                                     |
| Зария Чжан             | блогер                                     |
| Зепюр Прилучная-Брутян | Нина Иванова                               |
| Иван Верховых          | декан                                      |
| Иван Добронравов       | Дачник в молодости                         |
| Иван Иванов            | Евгений, блогер                            |
| Иван Новиков           | патрульный                                 |
| Иван Сорокин           | племянник                                  |
| Игорь Миркурбанов      | Демон                                      |
| Игорь Скурихин         | офицер-подводник                           |
| Илья Сысоев            | инструктор                                 |
| Ирина Чериченко        | Римма Александровна                        |
| Кирилл Буханцев        | вратарь                                    |
| Константин Мерзликин   | Евгений                                    |
| Ксения Бормина         | Юля                                        |
| Ксения Корнева         | регистратор в ЗАГСе                        |
| Ксения Чигина          | ассистент палача                           |
| Кузьма Сапрыкин        | Владлен                                    |
| Максим Лагашкин        | Ломоносов                                  |
| Максим Самарин         | Санёк                                      |
| Максим Щёголев         | Семёнов                                    |
| Мария Добржинская      | Татьяна Скворцова                          |
| Мария Преснякова       | Анафиэль                                   |
| Марк Глухов            | эпизод                                     |
| Марк Григорьев         | Олег                                       |
| Мила Лаврова           | эпизод                                     |
| Милана Бру             | родственница                               |
| Михаил Грищенко        | агент                                      |
| Михаил Гудков          | эпизод                                     |
| Михаил Новиков         | врач скорой помощи                         |
| Михаил Орлов           | Иван Иосифович                             |
| Наталия Санько         | Наталия Санько, сестра Оксаны              |
| Наталья Гусева         | гинеколог                                  |
| Наталья Рожкова        | Галина                                     |
| Наталья Тренина        | эпизод                                     |
| Наталья Фенкина        | Марина                                     |
| Нелли Хапёрская        | Елена                                      |
| Никита Волков          | Дмитрий                                    |
| Никита Мейеров         | матрос                                     |
| Никита Табунщик        | Лёня                                       |
| Никита Тарасов         | Борис Голубев                              |
| Никита Утёсов          | эпизод                                     |
| Нина Есина             | медсестра                                  |
| Ноэль Андерсон         | Моралес                                    |
| Олег Васильков         | Эдуард Цыбин                               |
| Олег Кочетов           | будёновец                                  |
| Ольга Руднева          | племянница                                 |
| Ольга Сарычева         | дежурный врач                              |
| Павел Комаров          | Владлен, сатанист                          |
| Полина Белова          | дочь Анжелы                                |
| Равшана Куркова        | Люся                                       |
| Роман Лянчук           | Евгений Фёдоров, чемпион мира по боксу     |
| Роман Мадянов          | Фёдор                                      |
| Светлана Акимушкина    | Юля, жена Михеева                          |
| Сергей Дьяков          | участковый                                 |
| Сергей Епишев          | Нисрок                                     |
| Сергей Новосад         | Гавриил                                    |
| Сергей Плаксин         | пенсионер                                  |
| Сергей Соцердотский    | Матвей                                     |
| Сергей Ходьков         | родственник                                |
| Сергей Чирков          | Денис                                      |
| Степан Девонин         | Седов                                      |
| Татьяна Андреева       | завуч                                      |
| Эрик Панич             | Юрген                                      |
| Юлия Беляева           | врач                                       |
| Юлия Лаврова           | эпизод                                     |
| Юлия Сулес             | соседка вампиров                           |
| Юрий Коноплянников     | сослуживец Михаила Маврина                 |
| Юрий Тренин            | эпизод                                     |
| Юрий Шлыков            | Вадим Петрович Быстрицкий, врач            |
| Яна Кошкина            | Анжела Золотова, медиум                    |

## Сезоны и серии
| Сезон | Серии | Серии | Даты показа   | Даты показа     |
| Сезон | Серии | Серии | Первая серия  | Последняя серия |
| ----- | ----- | ----- | ------------- | --------------- |
| 1     | 10    | 10    | 1 января 2022 | 9 января 2022   |
| 2     | 10    | 10    | 1 января 2023 | 1 января 2023   |
| 3     | 10    | 10    | 1 января 2024 | 8 января 2024   |

| Серия | Дата выхода   | Описание серии |
| ----- | ------------- | --- |
| 1     | 1 января 2022 | Совершенно разные люди, взрослая женщина Валентина и амбициозный молодой человек Максим, знакомятся при необычных обстоятельствах, после чего Валя делает ему предложение работать в агентстве. При условии заключения договора с ним он обязательно попадёт в рай. После раздумий Максим даёт своё согласие и отныне им приходится работать вместе в Управлении по распределению душ (УПРД). |
| 2     | 1 января 2022 | Со временем становится понятно, что и Валентина, и Максим преследует свои цели, работая в УПРД. Дело в том, что Максим на мели и он всеми силами хочет использовать свою должность, чтобы извлечь финансовую выгоду, а Валентина, в свою очередь, мечтает вернуть своего покойного супруга из ада. |
| 3     | 2 января 2022 | Валентина по-прежнему ищет способы вернуть мужа из ада, а Максим тем временем подыскивает богатых клиентов, из которых может поиметь максимальную финансовую выгоду. Их стиль работы совершенно разный: Макс только по профессии готов отправлять людей в Ад, а Валентина очень кропотливо подходит к изучению каждого дела УПРД. Между тем Максим знакомится и начинает встречаться с дочерью Валентины — Лидой. В конце серии женщина узнаёт об этом и требует от Макса не приближаться к своей дочери. |
| 4     | 3 января 2022 | Новое дело УПРД приводит Валентину с Максимом к среднестатистическому учителю. Его сбивает машина, после чего он не умирает. Тогда мужчина пускается во все тяжкие и старается наверстать в жизни свои мечты. Максим помогает ему в этом… В конечном итоге его душа попадаёт в Рай, тем более, он перед смертью успевает совершить действительно доброе дело. Максим продолжает общаться с Лидой, но пока не в силах отказаться от общения с другими девушками. Вдобавок ко всему Валентина устраивает ему подставу: обещает ему достать нужный бланк, если он отстанет от её дочери. Он соглашается, и это слышит Лида. |
| 5     | 4 января 2022 | На Макса выходит молодой человек Борис Григорьев, желающий заплатить за путёвку в Рай, однако он ждёт от него доказательств, что после смерти всё пойдёт по плану. Валентина на сей раз обрабатывает Кулибина, чтобы тот помог с возвращением её мужа из ада. Тот предлагает себя вместо него, но она всё же просит своего Николая. Валентина и Макс продолжают разрешать обыденные дела, помогая отправляться потерянным людям в рай. Максим признаётся Лиде, что не может без неё. При этом он натыкается на её безразличие, но не понимает природу его причин. |
| 6     | 5 января 2022 | Валентина является к Максу с новым заданием — новая неучтённая душа, медиум Анжела. Они идут к ней на сеанс, чтобы понять, в какую сторону определить её душу. Макс в своей манере стебётся над девушкой, но Анжела доказывает свои магические способности делом… Валентина просит помочь ей связаться с мужем, который жарится в аду. Оказывается, что Анжела — протеже сотрудника УПРД, Василия. Он напоминает ей, что оба сотрудника должны подписать ей путёвку в Рай. В результате разбирательств Максу становится известно о связи Василия с Анжелой. Они отправляют её в ад, а Валентина отправляет с ней весточку мужу. |
| 7     | 6 января 2022 | Кулибин не бросает попыток добиться внимания Валентины, однако каждый раз натыкается на её преданность мужу Николаю. Тем временем Макс с Валей отправляются на расследование нового дела. Они опрашивают родственников и соседей умершего, чтобы лучше понять его сущность. По результатам расследования отправляют его в Рай. Валентина находит рычаги давления на Кулибина, чтобы тот помог ей с возвращением мужа из Ада. Тот подписывает нужный ей документ, и Валентина в радостях бежит его встречать. У Максима налаживаются отношения с Лидой, и он признаётся ей в любви. Валентина сообщает Максиму имя следующего клиента УПРД — это отец Максима. |
| 8     | 7 января 2022 | Макс в расстроенных чувствах и отказывается решать судьбу своего отца. Никто из руководства УПРД не идёт на сделку с Максимом, чтобы вернуть его отца, как и мужа Валентины. Валентина встречает в назначенном месте своего мужа Николая. Она забирает его домой, но через некоторое время он отказывается с ней жить. Его приютил у себя сатанист Владлен. По результатам сложного дня мучительных сомнений Валентина с Максимом провожают отца первого в Рай и это, несмотря на его прошлые деяния. |
| 9     | 8 января 2022 | Лида ссорится с Максимом из-за того, что он вновь не пришёл на встречу. Он пытается объяснить ей, что был с отцом, потому что знал о его близком уходе. Она считает его слова бредом… Чуть позже Лида узнаёт от матери, что она работает в УПРД и вольна распоряжаться распределением душ. Также она узнаёт, что из Ада возвращён её отец. Валентина просит убедить его вернуться жить домой. Новое дело — взрослая женщина семидесяти лет. При изучении дела всплывает много интересных подробностей, которые мешают принятию чёткого и быстрого решения. В конечном итоге её душу отправляют в Рай. Лида понимает, что Максим говорил правду, и просит у него прощения. У Дачника отбирают возможность управления УПРД, она передаётся на следующие 100 лет некому ООО «БГ». |
| 10    | 9 января 2022 | Валентина не оставляет попыток вернуть домой Николая и угрожает Адом. Тот говорит о том, что не вернётся к ней, потому что не в силах простить её за измену. Дачник рассказывает своим друзьям об упразднении его должности. Максим с Валентиной собираются помочь ему с этим. Первый, когда возвращается за вещами в офис, обнаруживает дело по распределению новой души и забирает его с собой. У нового руководства появляются проблемы, в результате которых представители Ада и Рая приходят к Дачнику, чтобы уговорить его вернуться. Тот соглашается, но на 1000 лет. Дачник предлагает занять Максу его место, но он отказывается. Валентина сообщает, что больше не будет работать начальницей УПРД. Её должность переходит к Максиму, и он соглашается.              |

| Серия | Дата выхода   | Описание серии |
| ----- | ------------- | --- |
| 1     | 1 января 2023 | В офисе Макса всё идёт как по плану, без происшествий, и это заставляет его маяться от скуки. Люда настаивает, чтобы они подали заявление в ЗАГС как можно скорее, но Макс считает, что им некуда торопиться. Размеренная жизнь Макса продолжается недолго. Он узнаёт, что души всё чаще попадают в Ад в обход его бюро. Макс подозревает, что это дело рук самого Дьявола, который подписывает с умершими контракт. Директор УПРД напоминает Максу о том, что из-за установленного 300 лет назад соглашения Дьявол не имеет права вмешиваться в дела душ самостоятельно, и для этого ему нужен посредник. Поиск человека, работающего на Демона, продолжается недолго, и все улики указывают на бывшего супруга Валентины Николая. Макс спешит обратиться к потенциальной тёще за помощью, ведь она единственная, кто может повлиять на человека, которого она собственноручно вытащила из ада.                                      |
| 2     | 1 января 2023 | Макс и Валентина выходят на клиента Дьявола Арсения, который взамен на подпись обрёл молодое тело. В список Дьявола попадают только те, кто точно собираются в Рай. Несмотря на это условие, помощник Демона, Ботвин, просит занести его в список. Для этого Демон требует от него сотворить реальное зло. Люда не решается сказать родным о своей беременности. Римма грустит от того, что Ося все меньше проявляет к ней обычных человеческих чувств. Макс и Валентина понимают, что придётся применить смекалку, чтобы убедить Арсения разорвать контракт. Осмысл делает документы обычного гражданина, но получить пенсию оказывается не так-то просто. Куда проще создать свой пенсионный фонд, что он и делает. |
| 3     | 1 января 2023 | Следующей жертвой Николая оказывается девушка-каскадёр Нина. Взамен на подпись он обещает ей вернуть роль в кино, которую у неё отобрал отец. Вычислить Нину оказалось не так просто. Чтобы добиться личной встречи с Николаем, Макс использует ничего не знающую Люду. Пока Макс вызывает Николая на серьёзный разговор, Нина подписывает контракт. Тем временем Валентина делает заманчивое предложение Ботвину. Макс делает неудачную попытку поймать Нину на съёмках. Вместо этого он становится причиной ещё большего разлада в её семье. Тогда Макс вызывает мачеху Нины на серьёзный разговор. Валентина узнаёт, что если Николай разорвёт договор, то лишится жизни. Сатану не устраивает, что его подчинённые проваливают третью сделку подряд. |
| 4     | 1 января 2023 | Максу необходимо спасти необычного клиента Дьявола: страховщика, который мечтает стать первым, кто вступит в контакт с пришельцами. Макс знакомит его с Дачником, но это не помогает. По новому заданию Сатаны Николай и Ботвин выслеживают преступника, приговорённого к пожизненному заключению, чтобы тот подписал контракт. Клиент берёт в заложники самого Ботвина. Мама Максима считает, что Люда ему не пара. Тогда Люда признаётся ей, что беременна. После долгой погони от полицейских Ботвин добивается своего. |
| 5     | 1 января 2023 | Следующим клиентом Макса и Валентины оказывается детский хирург Быстрицкий, больной артритом. Он согласился на сделку с Дьяволом взамен на здоровье и возможность дальше спасать жизни детей. Макс убеждён, что высшая цель тут не при чём, и доктор преследует личные интересы. Петрович 220 лет назад завещал обществу сенсационное открытие, и теперь пришло время предьявить его миру. Случай с Быстрицким оказался сложный. От его бывшей жены Макс узнаёт истинные причины, побудившие его подписать контракт. От Люды Валентина узнаёт о том, что Николая сбил самокат и он находится в больнице. Люда подозревает, что все близкие от неё что-то скрывают и решает серьёзно поговорить с отцом. Макс всерьёз задумывается оставить Быстрицкого в покое, но за невыполнение устава УПРД ему самому грозит серьёзное наказание. Быстрицкий даёт понять, что не изменит своего решения. Максим отправляется в комнату наказаний. |
| 6     | 1 января 2023 | Новые клиенты Макса и Валентины — электрик и фрезеровщик, которые умирают сразу после подписания контракта. Следующими жертвами Дьявола оказывается семейная пара. Валентина и Максим понимают, что Демон изменил условия игры не в пользу людей, поэтому им нужно оградить новых клиентов от опасности как можно скорее. Они не придумали ничего лучше, как отправить супругов на дачу к Осе и Римме. Макс серьёзно настроен вернуть отца, но Валентина не считает это хорошей идеей. Николай чувствует вину за то, что выполняет работу Сатаны, и отказывается от своей должности. Ответ Дьявола последовал мгновенно. Макс получает одобрение сверху на пересмотр ошибочного дела. Он ожидает увидеть у ворот Рая своего отца, но вместо этого у ворот Ада появляется кое-кто другой. |
| 7     | 1 января 2023 | Валентина не намерена подпускать Макса к вернувшейся Анжеле. Макс в поисках Цыбина подключает все вышестоящие органы, в том числе Нисрока и Анафиэль. Совместными усилиями они возвращают на Землю того, кому в девяностые уже удалось поймать преступника. Анжела становится адвокатом Ботвина. Ей поручают работу, которую раньше выполнял Николай. С помощью подполковника Максу удаётся поймать Цыбина и уговорить его изменить контракт. |
| 8     | 1 января 2023 | Макс узнаёт, что его любимый исполнитель Юрген намерен подписать контракт, а Анжела станет той, кто этого добьётся. Валентина требует от Макса решить это дело, ведь именно по его вине Анжела вернулась на Землю. Валентина, не зная, что бармен и есть Дьявол, рассказывает ему о своей миссии. У Валентины для Макса есть важная информация, но Макс целиком занят свалившейся на него проверкой. Чтобы остановить певца, Валентина обращается за помощью к Кулибину. Максу грозит второй выговор, за который сажают на кол. Помощи от Кулибина и Дачника ждать не пришлось, поэтому Валентине самой приходится отговаривать Юргена от договора. Дьявол пожинает плоды своих договорённостей с Ботвином, который теперь увлёкся Анжелой и забыл о работе. Чтобы вернуть Владлена к работе, Демон исполняет его желание и отправляет на экскурсию в ад.                                                                             |
| 9     | 1 января 2023 | Валентина, Макс и Люда расследуют дела сразу трёх погибших. Оказалось, что клиентами Дьявола стали не они, а донор, у которого все трое делали переливание крови. Валентина находит бывшего парня Анжелы, Василия, и вызывает на разговор. Донор отказывается расторгать договор, и тогда Макс вынужден воспользоваться помощью блогеров. Валентина и Макс пытаются уговорить Анжелу отказаться от работы на Сатану. Взамен они обещают ей место в Раю, но та уже сделала свой выбор и намерена увеличить количество своих клиентов. Она согласилась на работать с Дьяволом ради спасения дочери. К Максу в контору приходит кардинально изменившийся Ботвин и просит расторгнуть сделку с Дьяволом. Макс, услышав о желании Ботвина, не торопится его отпускать. Люда слышит от Максима то, что сильно её ранит. Анжела заявляет Максиму, что самое время сделать свой выбор.                                                        |
| 10    | 1 января 2023 | Максим больше не хочет работать в УПРД и уходит в бессрочный отпуск. Дачник назначает Валентину новой начальницей. Накануне Максим узнал, что, давая обещание Анжеле, сам заключил сделку с Дьяволом. Чтобы спасти будущего ребёнка, он соглашается занять место Николая и Анжелы, но приступать к работе не торопится. Вместо этого Макс идёт к самому Люциферу. Валентина и Дачник узнают о махинациях Максима и срывают план, когда ему остаётся найти последнюю душу. Тогда Макс делает предложение Дьяволу, от которого тот не может отказаться. |

| Серия | Дата выхода   | Описание серии |
| ----- | ------------- | --- |
| 1     | 1 января 2024 | Сперва отыграть свадьбу, а после можно и мир от Апокалипсиса спасать. В УПРД новые сотрудники и новые проблемы.        |
| 2     | 1 января 2024 | Ф — значит «фиаско»: героев ждёт новый подозреваемый из числа бессмертных и беспохмельный алкоголь.                    |
| 3     | 2 января 2024 | Как затащить на вечеринку скромную студентку? Максим проявляет чудеса ловкости, а Гена впервые оказывается на тусовке. |
| 4     | 2 января 2024 | В этот раз шокером не обойтись — в ход идёт взрывчатка. Ангела Гнева нужно вывести на чистую и очень солёную воду.     |
| 5     | 3 января 2024 | Все пожарные автоматом попадают в рай. Поимка нового подозреваемого на роль Эсраила приводит к возгоранию в УПРД.      |
| 6     | 4 января 2024 | Даже вурдалаки хотят в рай. Для поимки Эсраила Максиму и Гене понадобятся серебряная вилка, чеснок и осиновый кол.     |
| 7     | 5 января 2024 | Как правильно распорядиться вечной молодостью? Поиски Ангела Гнева приводят Гену и Максима в косметическую клинику.    |
| 8     | 6 января 2024 | С каждой неудачной попыткой найти Эсраила конец света всё ближе. Придётся напарникам использовать необычные методы.    |
| 9     | 7 января 2024 | Судный день наступит завтра. Максим и Гена даже не могли предположить, кто на самом деле является Ангелом Гнева.       |
| 10    | 8 января 2024 | Когда уже все смирились с неизбежностью конца света, Максима осеняет идея, как найти и остановить Ангела Гнева.        |

## Музыкальное оформление
| Исполнитель / музыка        | Трек                     |
| --------------------------- | ------------------------ |
| Bonkers Beat Club           | «Swingers»               |
| The Fly Guy Five            | «Theme from Obfuscators» |
| Yeanix, Monatik             | «То от чего без ума»     |
| Алёна Свиридова, Cream Soda | «Розовый фламинго»       |
| Владимир Высоцкий           | «О нашей встрече»        |
| Исаак Дунаевский            | «Спортивный марш»        |
| «Ноль»                      | «Человек и кошка»        |
| Ольга Бузова                | «Малополовин»            |
| Эрик Панич                  | «Асталависта»            |
| Эрик Панич                  | «Залалала»               |

## О телесериале
Ирина Розанова, актриса:
Уж не знаю, попала ли наш режиссёр Ольга Акатьева в десятку, соединив нас с «мажором» Прилучным, но мне очень понравилось! Хотя порой хотелось его прибить, что я иногда делала с большим удовольствием. И если бы не наша команда классных актёров и вообще вся банда, а мы — банда, то прибила бы точно! Нам было в кайф! А вам — смотрите и решайте сами… В новом сезоне моя героиня стала начальницей УПРД, бабушкой, и, наконец-то, тёщей! Казалось бы, жизнь удалась, так нет, ведь в этой конторе без проблем не бывает, теперь вот и вселенского масштаба… 
Павел Прилучный, актёр:
Помимо того, что есть юмор в этом проекте, также существует и мораль, она есть в каждой серии. Мы видим, как герой растёт и в моральном плане, и в человеческом. И, конечно, можно свои сделать выводы по окончанию фильма и понять, что плохо, и что хорошо… Признаюсь, когда узнал про третий сезон, подумал: ну что ещё можно придумать в этой истории? Оказывается, можно! Макс, Валюсик и компания вас не разочарует и, конечно, спасут мир от Апокалипсиса. Картина на этот раз получилась не только весьма ироничной, где находится место шуткам, но и с крайне глубоким смыслом.
Николай Фоменко, актёр:
У сериала «Предпоследняя инстанция» классический сюжет. Наше дорогое общество потребления думает лишь о сегодняшнем дне, а это не предполагает взгляда в будущее. Поэтому любой готов продать душу дьяволу, лишь бы здесь и сейчас получить всё. Зачем думать о том, что ждёт после этой сделки? Но мой персонаж Кулибин, как и все в «Предпоследней инстанции», написан и сыгран с лёгкой иронией. Кулибин — это Джеффри Бутройд, руководитель отдела Q из Джеймса Бонда. Просто русская версия! А сам сериал похож на современную сказку.
Павел Комаров, актёр:
В нашей жизни нам часто приходится совершать выбор между белым и чёрным, добром и злом, любовью и ненавистью. И наш проект именно об этом — о выборе. И, как бы не банально звучало, думаю, главная идея сериала в том, что в вечной борьбе добра и зла всё равно победит свет.
Сарик Андреасян, продюсер:
Сериал стал большим хитом в Okko и показал высокие рейтинги на «ТНТ». Думаю, что проект сделан со вкусом. В нём есть и юмор, и смысл, а это довольно редкое качество, когда за лёгким повествованием стоит глубокая тема жизни и предназначения. Для меня успех был закономерен. Во втором сезоне режиссёру и сценаристу удалось придумать новый твист и не повторять ходы и сюжеты первого сезона, иначе мы бы просто завязли во вторичности и повторении самих себя. Я думаю, зритель увидит второй сезон в более масштабной форме с прекрасными актёрскими дополнениями и сюжетными поворотами. Это двойная порция того, что уже полюбилось.
Ольга Акатьева, режиссёр:
Снимать третий сезон успешного проекта очень ответственно и волнительно, ведь продолжения сериала ждут миллионы зрителей. Так что обязательно будем удивлять закрученным сюжетом с неожиданной развязкой, новыми персонажами и прекрасной игрой наших замечательных актёров.

## Критика
Зрители в соцсетях и на сайтах отзывов оставляют неоднозначные отзывы о телесериале: «Дуэт Розанова и Прилучный выглядит странно и как-то нелепо. Она — взяточница, он — беспринципный хам. Тоже мне вершители судеб, провожающие в последний путь!»; «Очень классно снято и просто великолепно играют все актёры!»; «Сюжет — полный провал, потому что серии совсем короткие, и на раскрытие не то что персонажей, а вообще сюжетных арок времени не хватает. Все несётся быстро-быстро и как-то впопыхах. Там чуть зацепили, там немного задраматизировали, там таинственности напустили. А по итогу пшик, одни невкусные вершки и никаких корешков!»; «Идея у проекта занимательная, все слышали о Страшном суде, на который рано или поздно попадёт каждый из нас. В каждом эпизоде нашим героям предстоит ответственное расследование. Все события можно было обыграть иронично и со вкусом!»; «У этого сериала довольно хорошая оценка, но честно, я не выдержала больше двух серий, и то ради главных героев в виде Прилучного и Розановой. Сюжет сумбурный. Даже жаль, что такие актёры снялись в таком глупом сериале».
По мнению обозревателя проекта «Я буду честно», финал первого сезона телесериала (последние две серии) провален: «Да, это сказка, выдумка, такого в жизни не бывает, но в любой сказке всё равно есть своя логика, что ли? Свой внутренний мир, свои каноны. Здесь же ближе к финалу всё стало рушиться, перестало укладываться в созданный предыдущими сериями мир. В итоге финал получился словно написанный другими авторами. И про других персонажей. Поэтому не могу поставить сериалу „пятёрку“, но твёрдую „четвёрку“ он заслужил. Как минимум за отличные первые серии и актёрский дуэт Розановой и Прилучного».